# 陸九淵
陸九淵（1139年—1193年），字子靜，江西撫州金溪（今江西省金溪县）人。南宋哲學家，陆王心学的代表人物。因講學象山書院（位于今江西省貴溪市），世稱「象山先生」，學術界常稱其為「陸象山」。兄陸九韶、陸九齡，均儒學名家，兄弟合稱「三陸」。

## 生平事迹
陆九渊出身于一个九世同居、阖门百口的世家，祖上為吳郡陸氏。他的八世祖陆希声曾为唐昭宗之宰相，陸九淵是個神童，從小行為就異於常人，當時的人對他甚為尊敬。母親饒氏早逝，由長嫂哺育成人。三、四歲時向父親提出“天地何所之”的疑問，久思竟至廢寢忘食。
乾道八年（1172年）三十四岁中进士，先任隆兴建安县主簿，后改建安崇宁县。
大约十年后，他被荐为国子監正，不久，又迁「编修敕令所」的「删定官」。陆九渊少年时曾读三国、六朝史，有感于当时“夷狄乱华，后又听长辈讲“靖康之耻”，于是曾剪断指甲，学习弓马，慨然要为大宋朝廷复仇。在任「删定官」时，他便“访知勇士，与议恢复大略”，朝廷论对时，“遂陈五论：一论仇耻未复，愿博求天下之俊杰，相与举论道经邦之职；二论愿致尊德乐道之诚；三论知人之难；四论事当驯致而不可骤；五论人主不当亲细事。”（《宋史·陆九渊传》）
淳熙十三年（1186年），他被差管台州崇道观，因这只是个管理道观的闲职，于是他便归江西故里讲学，汇集了四方学者。
直到宋光宗即位时，又被任荆门知军，此间他治绩显著，“厚风俗”，“申严保伍之法，盗贼或发，擒之不逸一人”（《宋史·陆九渊传》）；并因荆门处江汉之间，为四战之地，而议筑城壁以禦边防。
但在任仅一年有余，就卒于荆门任上，棺殓时，官员百姓痛哭祭奠，满街满巷充塞着吊唁的人群。出殡时，送葬者多达数千人，谥为“文安”。

## 墓葬
陆象山墓位于金溪县陆坊乡，1957年公布第一批江西省文物保护单位。

## 哲学思想
陸九淵的思想接近程顥，偏重在心性的修養，他認為朱熹的“格物致知”方法過於“支離破碎”。陸九淵是“心學”的創始人，其主張“吾心即是宇宙”，“明心見性”，“心即是理”，重視持敬的內省工夫。即是所謂的「尊德性」。朱熹言“理”，侧重于探讨宇宙自然的“所以然”，陆九渊言“理”，则更偏重于人生伦理，明代王陽明贊赏陸九淵的學說，使得陸九淵的“心學”得以發揚，因此學界稱之為「陸王」学派，實際上王陽明是心学的集大成者。

### 鵝湖之會
南宋淳熙二年（1175年），呂祖謙邀請陸九淵、朱熹等人參加“鵝湖之會”，陸九淵雄辯滔滔，提出“堯舜之前有何書可讀？”，認為只要明心見性即可，致使“朱熹不慊”，雙方不歡而散；後來朱熹在給吕祖谦的信中写道，鹅湖之会以后，“吾痛不得自鹅湖，遂入怀玉，深山静坐数月”。朱熹認為陸九淵的學說簡略空疏，而陸九淵則認為朱熹的學說支離瑣碎。

### 吾心即是宇宙
陆九渊十三岁时，有一天对自己少儿时思考的问题忽有所悟。这天，他读古书到宇宙二字，见解者说：“四方上下曰宇，往古来今曰宙”，于是忽然省悟道：原来“无穷”便是如此啊。人与天地万物都在无穷之中。他提笔写下：“宇宙内事乃己分内事，己分内事乃宇宙内事。”（《年谱》，《陆九渊集》卷三十六）《陆九渊年谱》中说他“因宇宙字义，笃志圣学”，就是说他从宇宙二字，悟得人生之道。陆九渊立志要做儒家的圣人，而他以为，做圣人的道理不用别寻他索，其实就在自己心中，他说：“宇宙便是吾心，吾心即是宇宙。东海有圣人出焉，此心同也，此理同也。西海有圣人出焉，此心同也，此理同也。千百世之上至千百世之下，有圣人出焉，此心此理，亦莫不同也。”只須一任其自然，此心自能應物而不窮:530。　　

### 无极与太极
陆九渊训“极”为“中”，以为“太极”即是“实理”。曰：“盖极者，中也，言无极则是犹言无中也，是奚可哉？”“夫太极者，实有是理，……其为万化根本固自素定，其足不足，能不能，岂以人之言不言之故耶？”（《与朱元晦》一）“充塞宇宙，无非此理，岂容以字义拘之乎？”（《与朱元晦》二）他以为“理”所讲的是人生日用之理，圣人所瞩目的是如何践履道德，“言即其事，事即其言，所谓‘言顾行，行顾言’”（《与朱元晦》二），而不是在名称上兜圈子，所以任何语言文字的雕琢都无益于对“理”的认识。他又指出：“‘无极’二字，出于《老子·知其雄章》，吾圣人之书所无有也。”（《与朱元晦》一）《老子》首章便讲“无名天地之始，有名万物之母”，“有生于无”的观点是老氏从始至终的为学宗旨，“无极而太极”正是贯彻了老子这种观点。

### 阴阳与道
陆九渊以为阴阳即是形而上之道，它概括了宇宙间一切对立的事物和现象。他说：“《易》之为道，一阴一阳而已，先后、始终、动静、晦明、上下、进退、往来、阖辟……何适而非一阴一阳哉？”（《与朱元晦》二）“‘形而上者谓之道’，又曰‘一阴一阳之谓道’，一阴一阳，已是形而上者，况太极乎？”（《与朱元晦》一）因他所谓“理”不分天人、理欲，乃“三极”合一之理，人在此理之中而为理的主宰，所以有“阴阳即是形而上者”之说。

## 主要著作
- 《象山先生全集》陸九淵逝世後，其子陸持之於開禧元年（1205年）收其父陸九淵作品，編為《象山先生全集》。

## 相關項目
- 儒学
- 心学
- 王陽明
- 宋明理学
- 鵝湖之會